# Tartak (zespół muzyczny)
Tartak (ukr. Тартак) – ukraiński zespół muzyczny eksperymentujący z rapem, hard corem, punk rockiem oraz ludową muzyką ukraińską.

## Nazwa
Słowo tartak w języku ukraińskim, podobnie jak w polskim, oznacza zakład przetwórstwa drzewnego. 

## Historia
Historia zespołu zaczyna się w roku 1996, kiedy projekt bierze udział w festiwalu Czerwona Ruta, który wygrywa w kategorii muzyki tanecznej, zaprezentowawszy piosenki O-la-la, Podaruj meni kochannia i Bożewilni tanci. 
Wydany w 2004 roku utwór Ja ne choczu stał się jednym z hitów pomarańczowej rewolucji. 
W 2006 roku wraz z Andrijem Pidłużnym (znanym pod pseudonimem artystycznym Niczława) zespół zarejestrował utwór Ne każuczy nikomu.

## Dyskografia

### Albumy
(na podstawie discogs.com.)
- 2001 – Демо графічний вибух
- 2003 – Система нервів
- 2004 – Музичний лист щастя
- 2005 – Гуляй Город (Тартак Гуляйгород)
- 2006 – Сльози та соплі
- 2010 – Опір матеріалів
- 2012 – Cімка
- 2015 – Bвічніcть
- 2017 – AнTAPTAKтидa. Чacтинa Дpуга

### Albumy kompilacje i remixy
- 2005 – Рок легенди України
- 2005 – Перший комерційний
- 2006 – Закліпані пісні або бачили очі що купували
- 2006 – Тартак - песни высшей пробы[2].
- 2007 – Kofein (Тартак Гуляйгород)
- 2007 – Для тєх кто в путі

### Inne wydawnictwa
- 2006 – Oмaнa (singel)
- 2006 – Україно, забивай! (MCD)
- 2007 – ПоНеДілОК (projekt Położyńskiego w składzie Tpичi)
- 2007 – De Video (DVD_V)
- 2007 – Тартакa МР3 (zbiór albumów „Tartaku" w formacie mp3)
- 2010 – Нaзбиpaлocя нa 2010 (remixy + remake + niewydane)